# Liste des nouvelles de Frank Herbert
Cette page est une liste des nouvelles les plus connues de Frank Herbert, classées par ordre chronologique de parution aux États-Unis. 
Elle a pour but d'alléger la page principale de l'auteur.

## Vous cherchez quelque chose?
- Titre original : Looking for Something ?.
- Parution initiale aux États-Unis : avril 1952, Startling Stories.

## Opération Musikron
- Titre original : Operation Syndrome (publié aussi sous le titre « Nightmare Blues »).

## Chiens perdus
- Titre original : The Gone Dogs.
- Parution initiale aux États-Unis : novembre 1954, Amazing Stories.
- Parutions en France : 
  - recueil Champ mental, éd. Pocket, coll. « Pocket Science-fiction », 2e trimestre 1987, traduction de Claire Fargeot, couverture de Wojtek Siudmak  (ISBN 2-266-02024-2) ; réédité en 1990, 1996, 1998, 2006.
  - Frank Herbert - Nouvelles, tome 1 (1952-1962)  (ISBN 978-2-84344-976-5), éd. Le Bélial, collection Kvasar, 2021, pages 85 à 103.
- Résumé : En quelques semaines, une panzootie terrible et inattendue détruit la race canine : chiens domestiques, coyotes, loups, etc., meurent par millions des suites de l'effet d'un virus dont on n'a aucun antidote. Le biologiste Varley Trent contacte une espèce extraterrestre alliée résidant sur la planète Vega afin que les Véghans viennent en aide aux Humains pour tenter de sauver les quelques chiens restant sur Terre. Mais les Véghans procèdent à des expériences génétiques sur les animaux qui leur sont confiés ; les deux dernières phrases de la nouvelle sont : « Les chiens avaient la tête familière des beagles, leur pelage brun et blanc. Ils avaient tous six pattes. ».
- Article connexe : 1954 en science-fiction.
- Liens externes : 
  - Fiche sur iSFdb.
  - Fiche sur le site NooSFere.

## La Planète des rats porteurs
- Titre original : Pack Rat Planet.
- Parution initiale aux États-Unis : décembre 1954, Astounding Science Fiction.
- Parution en France : Frank Herbert - Nouvelles, tome 1 (1952-1962)  (ISBN 978-2-84344-976-5), éd. Le Bélial, collection Kvasar, 2021, pages 105 à 126.
- Résumé : La planète Terre abrite la plus grande bibliothèque de la galaxie. Depuis plusieurs milliers d'années, inlassablement la Bibliothèque recueille, classe et diffuse le savoir. Or un nouveau gouvernement vient de prendre le pouvoir. Le président Adams envoie le général Pchak pour « mater les bibliothécaires » (appelés péjorativement « les rats porteurs ») avant, peut-être de les massacrer et de détruire la Bibliothèque. Le général Pchak a un entretien avec le Directeur général de la Bibliothèque, Caldwell Patterson. Il le tue et poursuit l'entretien avec son adjoint, Vincent Coogan. Ce dernier va tenter de lutter contre le projet du président Adams et du général Pchak.
- Article connexe : 1954 en science-fiction.
- Liens externes : 
  - Fiche sur iSFdb.
  - Fiche sur le site NooSFere.

## La Course du rat
- Titre original : Rat Race.
- Parution initiale aux États-Unis : juillet 1955, Astounding Science Fiction.
- Parutions en France :
  - Les Prêtres du psi, Presses Pocket, 1985 (fiche sur iSFdb).
  - Frank Herbert - Nouvelles, tome 1 (1952-1962)  (ISBN 978-2-84344-976-5), éd. Le Bélial, collection Kvasar, 2021, pages 129 à 155.
- Résumé : Le shérif Czernak envoie l'un de ses hommes, Welby Lewis, au salon funéraire Johnson-Tule pour une affaire de faire importance. Arrivé sur les lieux par la petite porte de service, Welby aperçoit dans le couloir des bonbonnes remplies de gaz. Il demande au gérant ce qu'il y a dans les bonbonnes et ce dernier lui répond qu'il s'agit de liquide d'embaumement. Le gérant évoque aussi le fait que l’entreprise était fermée tôt le matin. Puis le gérant évince Welby en lui ordonnant de partir par l'entrée principale. Welby fait une recherche et apprend que, d'une part, le salon était ouvert aux heures indiquées par le gérant, et d'autre part que le liquide d'embaumement n'est pas conditionné en bonbonnes. Le gérant lui a donc menti sur deux sujets anodins. Après autorisation du shérif, il se met à surveiller les lieux pour savoir où les bonbonnes vont être emmenées. La suite de son enquête lui permet de découvrir que le salon funéraire abrite en fait un laboratoire secret d'extraterrestres qui font des recherches biologiques et médicales sur les humains décédés qui y sont entreposés.
- Remarque : le « rat » évoqué dans le titre fait références aux rats de laboratoire servant à des expériences. Ici, ce sont les humains qui sont considérés comme des rats de laboratoire par des extraterrestres.
- Article connexe : 1955 en science-fiction.
- Liens externes : 
  - Fiche sur iSFdb.
  - Fiche sur le site NooSFere.

## Forces d'occupation
- Titre original : Occupation Force.
- Parution initiale aux États-Unis : août 1955, Fantastic Science Fiction.

## Le Rien-du-tout
- Titre original : The Nothing.
- Parution initiale aux États-Unis : janvier 1956, Fantastic Universe Science Fiction.
- Parutions en France : 
  - Les Prêtres du psi, Presses Pocket, 1985 (fiche sur iSFdb).
  - Frank Herbert - Nouvelles, tome 1 (1952-1962)  (ISBN 978-2-84344-976-5), éd. Le Bélial, collection Kvasar, 2021, pages 163 à 173.
- Résumé : La narratrice est une jeune femme de 18 ans. Elle est dotée de pouvoirs de pyrokynésie. Alors qu'elle se trouve dans un bar, elle fait la connaissance de Claude, un jeune homme timide qui ne dispose d'aucun superpouvoir. C'est donc un « Rien-du-tout ». Plus tard des hommes viennent et demandent à Claude de les suivre : son père, M. Williams, qui dispose de très grands pouvoirs télépathiques (et qui est donc un « Grand-tout »), lui ordonne de cesser sa fugue et de rentrer à la maison. La jeune fille est aussi invitée à les suivre : M. Williams a vu son avenir. Claude et la narratrice se rendent donc au domicile de M. Williams. Ce dernier annonce aux deux jeunes gens que grâce à ses pouvoirs télépathiques, il les a vus mariés dans un proche avenir. Face à cette révélation, que vont décider les deux jeunes gens ?
- Article connexe : 1956 en science-fiction.
- Liens externes : 
  - Fiche sur iSFdb.
  - Fiche sur le site NooSFere.

## Cessez-le-feu
- Titre original : Cease Fire.
- Parution initiale aux États-Unis : janvier 1958, Astounding Science Fiction.
- Parution en France : Frank Herbert - Nouvelles, tome 1 (1952-1962)  (ISBN 978-2-84344-976-5), éd. Le Bélial, collection Kvasar, 2021, pages 175 à 193.
- Résumé : Une guerre oppose les forces du Bloc occidental aux forces du Bloc de l'Est. Le caporal Lawrence Hulser fait partie des fantassins qui se trouvent en première ligne, dans le grand nord canadien. Grâce à ses connaissances en physique et en mathématiques, il a une idée pour détruire à distance tous les composés à base de carbone, soufre, chlore, fer, titane, etc. permettant aux armes de fonctionner. Il évoque son idée devant ses supérieurs, mais il se produit une réaction à laquelle il ne s'attendait pas : les grands chefs militaires, face à une invention qui entraînerait l'obsolescence de la quasi-totalité des armes actuellement utilisées, ne sont pas enthousiasmés par son invention.
- Article connexe : 1958 en science-fiction.
- Liens externes : 
  - Fiche sur iSFdb.
  - Fiche sur le site NooSFere.

## Tracer son sillon
- Titre original : A Matter of Traces.
- Parution initiale aux États-Unis : novembre 1958, Fantastic Universe Science Fiction.
- Parutions en France : 
  - in Le Bureau des sabotages, éd. Mnémos  (ISBN 978-2-35408-772-2), mai 2020[1].
  - Frank Herbert - Nouvelles, tome 1 (1952-1962)  (ISBN 978-2-84344-976-5), éd. Le Bélial, collection Kvasar, 2021, pages 195 à 209.
- Résumé : Au sein de l'Empire galactique, la Sous-commission de la Culture intergalactique examine le rapport d'exploration d'ethnologues envoyés sur la planète Gomeisa III. Ils prennent connaissance d'informations sur les conditions dans lesquelles fut colonisée la planète un siècle auparavant. Le rapport évoque en particulier le témoignage et les souvenirs de Hilmot Gustin, dont le grand-père, jadis, avait acquis un « rollit », énorme et pacifique animal, afin qu'il l’aide à labourer ses champs (d'où le titre de la nouvelle). Le problème était la question du harnachement du rollit. La fin de la nouvelle ne donne aucune morale ni aucune conclusion : la commission, après avoir visionné le témoignage, décide de poursuivre ses travaux le lendemain.
- Article connexe : 1958 en science-fiction.
- Liens externes : 
  - Fiche sur iSFdb.
  - Fiche sur le site NooSFere.

## La Drôle de maison sur la colline
- Titre original : Old Rambling House.
- Parution initiale aux États-Unis : avril 1958, Galaxy Science Fiction.
- Parutions en France : 
  - Les Prêtres du psi, éd. Presses Pocket, 1985 (fiche sur iSFdb).
  - Frank Herbert - Nouvelles, tome 1 (1952-1962)  (ISBN 978-2-84344-976-5), éd. Le Bélial, collection Kvasar, 2021, pages 211 à 218.
- Résumé : Martha et Ted Graham ont répondu à une annonce de Clint Rush et de son épouse. Ces derniers proposent d'échanger leur maison, située en haut d'une colline, avec une belle caravane. Intrigués, les Graham répondent à l'annonce, d'autant plus que Martha, étant enceinte, doit trouver un lieu de vie plus grand et plus stable. La rencontre entre les deux couples a lieu. Les Clint évoquent la nécessité de quitter les lieux dans un délai très court, et les Graham trouvent la petite maison à leur goût. Ils acceptent l'échange. Alors qu'ils remettent la caravane aux Clint, qui partent dans la minute, et qu'ils viennent de recevoir les clefs de la maison, les Graham ont la surprise de voir se matérialiser en plein dans le salon un homme bizarre. Ce dernier les interroge sur leur présence dans les lieux. L'homme leur annonce qu'il est un « Rojac » et qu’il recherche les Clint qui se sont enfuis sur la Terre. Il leur révèle que la maison est en réalité un relais spatio-temporel et qu'ils viennent de quitter la Terre. Les Clint étaient percepteurs impériaux. Ayant disparu, désormais ce sont les Graham qui vont les remplacer, puisqu'ils ont volontairement accepté la maison. Éberlués, les Graham ne savent pas comment faire face à cette situation inattendue et dramatique. Pendant ce temps, les Clint discutent du sale tour qu'ils ont joué aux Graham. Ils se rendent compte d'un détail dont ils n’avaient pas tenu compte : Martha Graham était enceinte. Si Ted et Martha ont donné leur accord pour vivre dans la maison, l'embryon ne l’a pas donné. Quand le bébé sera né et qu'il sera devenu un jour majeur, il pourra remettre en cause l'échange intervenu, et les Clint pourraient bien devoir subir une réintégration forcée dans la maison.
- Article connexe : 1958 en science-fiction.
- Liens externes : 
  - Fiche sur iSFdb.
  - Fiche sur le site NooSFere.

## La Voie de la sagesse
- Titre original : You Take the High Road.
- Parution initiale aux États-Unis : mai 1958, Astounding Science Fiction.
- Parutions en France : 
  - Première des quatre nouvelles composant le roman Et l'homme créa un dieu (1972). Les quatre nouvelles mettent en exergue les personnages de Lewis Orne et d'Umbo Stetson.
  - Frank Herbert - Nouvelles, tome 1 (1952-1962)  (ISBN 978-2-84344-976-5), éd. Le Bélial, collection Kvasar, 2021, pages 221 à 235.
- Résumé : Lewis Orne a été envoyé en qualité d'explorateur sur la planète Hamal II afin de déterminer si les autochtones de cette planète sont susceptibles de présenter une menace pour la civilisation galactique. Au bout de quelques semaines, Lewis a appelé en urgence le vaisseau spatial qui patrouille dans la zone. Ce dernier se présente et son commandant, Umbo Stetson, rencontre Lewis. Il l'interroge sur les motifs de l'appel au secours. Lewis a eu « l'impression » que les autochtones, en apparence pacifiques, pourraient cacher un tempérament belliqueux. Stetson décide de parcourir la planète avec Lewis pour se faire sa propre opinion. À la fin de la nouvelle, les deux hommes tombent d'accord : effectivement les autochtones cachent leur véritable tempérament et sont une menace pour l'expansion humaine dans ce secteur de la galaxie.
- Article connexe : 1958 en science-fiction.
- Liens externes : 
  - Fiche sur iSFdb.
  - Fiche sur le site NooSFere.

## Chaînon manquant
- Titre original : Missing Link.
- Parution initiale aux États-Unis : février 1959, Astounding Science Fiction.
- Parutions en France : 
  - Deuxième des quatre nouvelles composant le roman Et l'homme créa un dieu (1972). Les quatre nouvelles mettent en exergue les personnages de Lewis Orne et d'Umbo Stetson.
  - Frank Herbert - Nouvelles, tome 1 (1952-1962)  (ISBN 978-2-84344-976-5), éd. Le Bélial, collection Kvasar, 2021, pages 237 à 254.
- Résumé : Le vaisseau spatial Delphinus, qui croisait à proximité de la planète Gienah III, a disparu des radars. Le Centre galactique craint que les autochtones de la planète aient récupéré le vaisseau après une avarie technique, l'aient « désossé » et aient acquis des technologies qui leur feraient faire un bond technologique. Umbo Stetson, chef de ce secteur galactique, envoie le talentueux Lewis Orne en reconnaissance. Lewis Orne dispose de cinq jours au maximum pour déterminer si les autochtones ont récupéré le Delphinus et, dans l'affirmative, où ils l'ont caché.
- Article connexe : 1959 en science-fiction.
- Liens externes : 
  - Fiche sur iSFdb.
  - Fiche sur Noosfère sur le site NooSFere.

## Opération Meule de foin
- Titre original : Operation Haystack.
- Parution initiale aux États-Unis : mai 1959, Astounding Science Fiction.
- Parutions en France : 
  - Troisième des quatre nouvelles composant le roman Et l'homme créa un dieu (1972). Les quatre nouvelles mettent en exergue les personnages de Lewis Orne et d'Umbo Stetson.
  - Frank Herbert - Nouvelles, tome 1 (1952-1962)  (ISBN 978-2-84344-976-5), éd. Le Bélial, collection Kvasar, 2021, pages 257 à 278.
- Résumé : Le Centre galactique craint qu'un coup d'État ait lieu dans un secteur précis de la galaxie. Plusieurs planètes sont concernées, notamment la planète Chargon dont Lewis Orne est natif. Umbo Stetson, chargé de ce secteur de la galaxie, doit gérer la situation médicale de Lewis, qui a été grièvement blessé lors d'une mission récente. Lewis est en phase de guérison sur la planète Marak mais ses chances de survie sont limitées. Heureusement, son état se stabilise et se consolide. Stetson décide alors d'envoyer Lewis sur la planète Chargon, que Lewis a quittée à l'âge de 17 ans. Stetson contacte les membres de sa famille sur Chargon pour leur proposer que Lewis y finisse sa convalescence. La famille accepte sans hésiter. Lewis est donc envoyé sur Chargon et récupère ses forces. Il sait qu'il a pour mission de détecter les velléités de tentative de coup d'État. Mais autant chercher une aiguille dans une meule de foin (d'où le titre français de la nouvelle). Par où commencer ? Qui serait à la tête du complot ? Alors qu'il tente sans succès d'enquêter, il tombe peu à peu amoureux d'une jeune femme, Diana, qui fréquente sa famille. Et au cours d'une discussion avec le père de Diana, député à l'assemblée planétaire, il se rend compte que si le pouvoir politique est officiellement exercé par les hommes, les femmes des hommes politiques y ont un grand rôle dans la réalité. Et si l'on était en présence d'une société secrète féminine qui tirerait les ficelles du coup d'État en préparation ? Il organise une réunion au sommet entre l'amiral Sobat Spencer, le commandant Umbo Stetson, Polly (la mère de Diana) et lui-même. Il révèle alors ce qu'il a découvert : une confrérie secrète féminine existe, dirigée par Polly. Il propose d'éviter le coup d'État, d'éviter une « chasse aux sorcières » qui pourrait amener à une guerre civile, mais aussi de limiter le pouvoir des femmes d'influence dans les affaires publiques. Dans les dernières lignes de la nouvelle, il feint de s'évanouir, ce qui rapproche Diana de lui (un mariage entre eux est envisagé).
- Articles connexes : 
  - Bene Gesserit, organisation de fiction composée de femmes et créée par Frank Herbert dans le cycle de Dune. La confrérie secrète féminine évoquée dans la présente nouvelle, parue en 1959, peut avoir servi de modèle à Frank Herbert pour son roman Dune.
  - 1959 en science-fiction
- Liens externes : 
  - Fiche sur iSFdb.
  - Fiche sur le site NooSFere.

## Les Prêtres du psi
- Titre original : The Priests of Psi.

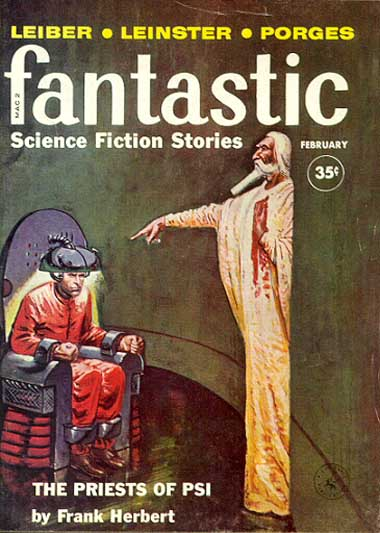
Couverture de Fantastic (février 1960) avec la nouvelle Les Prêtres du psi.

- Parution initiale aux États-Unis : février 1960, Fantastic Science Fiction Stories.
- Parutions en France :
  - Quatrième et dernière des quatre nouvelles composant le roman Et l'homme créa un dieu (1972). Les nouvelles mettent en exergue les personnages de Lewis Orne et d'Umbo Stetson.
  - Les Prêtres du psi, éd. Presses Pocket, 1985 (fiche sur iSFdb).
  - Frank Herbert - Nouvelles, tome 1 (1952-1962)  (ISBN 978-2-84344-976-5), éd. Le Bélial, collection Kvasar, 2021, pages 281 à 339.
- Résumé : Lewis Orne est envoyé par Umbo Stetson sur la planète Amel. Celle-ci regorge de prédicateurs, de mystiques, de prophètes autoproclamés. Le Centre galactique craint que la planète ne soit un foyer pour une révolte majeure dans un futur proche. Convoqué par l’abba Halmyrach, Lewis se présente sur la planète. Il est invité à subir plusieurs tests pour évaluer son « niveau d'intégrité ». Bien que ces tests soient très difficiles et douloureux, Lewis les surmonte et se montre à la hauteur. Dans une longue discussion avec l'abba Halmyrach, il apprend tout ce qui est occulté. Il accepte de faire partie d'un réseau secret qui a pour but le maintien de la paix dans la galaxie et qui influence dans ce sens les actes des gouvernants. Il sera désormais un « Fermier ». La dernière phrase de la nouvelle est : « Il me semble évident que le gouvernement le plus efficace est celui où les gouvernants ne savent pas qu'ils sont gouvernés, mais croient gouverner eux-mêmes. ».
- Articles connexes : 
  - Kwisatz Haderach.
  - 1960 en science-fiction.
- Liens externes : 
  - Fiche sur iSFdb.
  - Fiche sur le site NooSFere.

## L'Œuf et les Cendres
- Titre original : Egg and Ashes.
- Début de l'intrigue : Le Siukurnin est un Alien qui peut prendre toute forme, toute taille, toute couleur. Il voyage à travers l'espace en empruntant des vaisseaux spatiaux, et se déplacer sur les planètes en empruntant les formes de vie qui la peuplent. Ce Siukurnin, après avoir voyagé sur un vaisseau spatial, est parvenu à venir sur Terre…

## B.E.U.A.R.K.
- Titre original : A-W-F unlimited.
- Parution aux États-Unis : juin 1961.
- Parutions en France : Frank Herbert - Nouvelles, tome 1 (1952-1962)  (ISBN 978-2-84344-976-5), éd. Le Bélial, collection Kvasar, 2021, pages 349 à 378.
- Résumé : L'armée américaine a un très gros problème : elle n’arrive plus à recruter des femmes pour aller combattre dans l'espace. Deux généraux de haut rang, Sonnet Finnister et Nathan Hurling, se rendent à l'agence de publicité Singlemaster, Hucksting & Battlemont pour ordonner à cette agence de trouver la raison de cette désaffection et y donner une solution. Ils ignorent que la cheville ouvrière de l’agence de publicité est Gwen Everest, une femme au caractère trempé qui a passé trente ans de sa vie dans l'agence et qui est au summum de sa compétence professionnelle. Ils ignorent surtout que Gwen en a assez de mentir aux foules et qu'elle est dégoûtée de son métier, devenant une quasi-rebelle à l'ordre établi. Quand les deux généraux et la direction de l'agence s'affrontent, c'est Gwen Everest qui mène les débats. Elle obtient un budget important pour procéder à des études et recherches préliminaires. Quelques semaines après, elle rend compte au général Hurling et à la générale Finnister du résultat de ses recherches. Elle ridiculise cette dernière, qui était à l'origine du design des scaphandres destinés aux femmes. Verbalement, elle combat les thèses des militaires et adopte un discours pro-féministe. On découvre que l'associé Battlemont est, depuis toujours, amoureux de Gwen. Alors que celle-ci est dans une position où elle est en infériorité, Battlemont vient à son aide. C'est ainsi que Gwen découvre l'amour qu'il lui porte. Elle tombe amoureuse de lui. Le match entre les militaires et l'agence tourne à la victoire écrasante de cette dernière. Dans la dernière page, Gwen décide de se retirer de la vie professionnelle dans la publicité et décide de se vivre avec Battlemont, qui lui propose de rédiger un ouvrage dans lequel elle dénoncera les dérives immondes de la publicité.
- Remarque : le terme « B.E.U.A.R.K. » donné comme intitulé de la nouvelle signifie « Bide Estimé Unique dans les Annales à Responsabilité Kolossale ». C'est aussi l'expression de dégoût de Gwen Everest pour les activités de la publicité.
- Article connexe : 1961 en science-fiction.
- Liens externes : 
  - Fiche sur iSFdb.
  - Fiche sur le site NooSFere.

## Chant nuptial
- Titre original : Mating Call.
- Parution aux États-Unis : octobre 1961.
- Parutions en France : 
  - Le Livre d'or de la science-fiction : Frank Herbert, éd. Pocket, coll. « Pocket Science-fiction », no 5018, 1978 ; réédité ensuite par le même éditeur sous le titre Le Prophète des sables.
  - Frank Herbert - Nouvelles, tome 1 (1952-1962)  (ISBN 978-2-84344-976-5), éd. Le Bélial, collection Kvasar, 2021, pages 381 à 395.
- Résumé : Deux ethnologues-anthropologues, Laoconia Wilkinson et Marie Medill, sont envoyées sur la planète Ruckuchp pour déterminer pourquoi le taux de natalité des autochtones a chuté de manière inquiétante depuis quelques années. La raison serait en lien avec la parade amoureuse ou chant nuptial des autochtones. Les deux femmes arrivent donc sur la planète où elles ne tardent pas à rencontrer Gafka, leur contact local. Elles tentent de comprendre le procédé de fertilisation des œufs (les autochtones sont ovipares). Demandant à assister à la Grande parade nuptiale (le « Péan »), elles ont la permission exceptionnelle et unique d'y assister. À la fin de la parade, au cours de laquelle un chant nuptial de toute beauté a été entendu, capté par les deux ethnologues et transmises à travers la galaxie, elles découvrent que toutes les personnes de sexe féminin qui l'ont entendu tombent enceinte par parthénogenèse de leurs ovules. Non seulement les deux ethnologues sont tombées enceintes, mais toutes celles qui ont entendu par retransmission galactique le chant nuptial sont aussi tombées enceinte. On apprend aussi que Gafka, loin d'être de sexe masculin comme on le croyait, était de sexe féminin et qu'elle attend aussi un bébé.
- Article connexe : 1961 en science-fiction.
- Liens externes : 
  - Fiche sur iSFdb.
  - Fiche sur le site NooSFere.

## Essayez de vous souvenir
- Titre original : Try to Remember !
- Parution aux États-Unis : octobre 1961.
- Parutions en France : 
  - recueil Champ mental, éd. Pocket, coll. « Pocket Science-fiction », 2e trimestre 1987, traduction de Claire Fargeot, couverture de Wojtek Siudmak  (ISBN 2-266-02024-2) ; réédité en 1990, 1996, 1998, 2006.
  - Frank Herbert - Nouvelles, tome 1 (1952-1962)  (ISBN 978-2-84344-976-5), éd. Le Bélial, collection Kvasar, 2021, pages 397 à 433.
- Résumé : Un vaisseau spatial immense arrive sur Terre, en Oregon, et les Aliens mettent l'humanité au défi de « communiquer » avec eux. Seule Francine Muller réussira à relier ses expériences à celles des Visiteurs : qu'est-ce que communiquer ? est-ce un langage oral… ou un autre langage, beaucoup plus primitif ?
- Article connexe : 1961 en science-fiction.
- Liens externes : 
  - Fiche sur iSFdb.
  - Fiche sur le site NooSFere.

## Champ mental
- Titre original : Mindfield !
- Parution aux États-Unis : mars 1962, Amazing Stories.
- Parutions en France : 
  - recueil Champ mental, éd. Pocket, coll. « Pocket Science-fiction », 2e trimestre 1987, traduction de Claire Fargeot, couverture de Wojtek Siudmak  (ISBN 2-266-02024-2) ; réédité en 1990, 1996, 1998, 2006.
  - Frank Herbert - Nouvelles, tome 1 (1952-1962)  (ISBN 978-2-84344-976-5), éd. Le Bélial, collection Kvasar, 2021, pages 435 à 472 (dernière nouvelle du tome 1).
- Résumé : Environ mille ans après une guerre nucléaire totale, l'humanité est dirigée par une caste de prêtres issus bouddhisme dont le credo est la non-violence absolue. Le « Conditionnement » qu'il font subir à la population et leur immobilisme délétère est contesté par trois jeunes gens : Jeni, Saim et Ren (leur chef). Ce dernier a découvert une cuve de régénération et a « réveillé » l'esprit et le corps d'un militaire de l'Ancien temps, le major Georges Kindler. Ce dernier, revenu à la conscience, a une idée fixe : accomplir l’acte qu'il devait faire et qu'il n'avait pas pu accomplir avant qu'il ne meure de la « Maladie des Vingt minutes » qui avait décimé jadis 98% des humains. Cet acte, c'est lancer deux bombes nucléaires sur leurs objectifs en Union soviétique. Pendant ce temps, les trois rebelles sont étroitement surveillés par deux Prêtres : ó Katje et ó Plar. La confrontation entre les deux prêtres, les trois rebelles et Georges permet de découvrir l'identité réelle de Saim : il est Samuael, l'un des illustres Fondateurs et Patriarches de la civilisation, qui depuis mille ans, à intervalles réguliers, avait été envoyé un régénération pour continuer à vivre et à faire disparaître ses éventuelles pulsions de violence. Là, cela aura été un échec : il estime que les prêtres ont dévoyé le but originel (empêcher une nouvelle guerre atomique) et contribuent à la disparition de l'humanité.
- Article connexe : 1962 en science-fiction.
- Liens externes : 
  - Fiche sur iSFdb.
  - Fiche sur le site NooSFere.

## Délicatesses de terroristes
- Titre original : The Tactful Saboteur.
- Parution aux États-Unis : octobre 1964, Galaxy.
- Parutions en France :
  - in Les Prêtres du psi, éd. Presses Pocket, 1985 (fiche sur iSFdb), sous le titre « Délicatesses de terroristes »[2].
  - in Le Bureau des sabotages, éd. Mnémos  (ISBN 978-2-35408-772-2), mai 2020, sous le titre La Délicatesse du saboteur.
  - in Frank Herbert - Nouvelles, tome 2 (1964-1979)  (ISBN 978-2-84344-982-6), éd. Le Bélial, collection Kvasar, 2021, pages 11 à 42, sous le titre La Délicatesse du saboteur.
- Résumé : Afin d'empêcher l'Empire galactique de faire des réformes trop rapides, un bureau fédéral spécial a été créé : le « Bureau des sabotages ». Dans une première partie de la nouvelle, le Secrétaire d'État aux sabotages, Clinton Watt, est en discussion avec le Saboteur Extraordinaire Jorj McKie. Ils évoquent la disparition mystérieuse de Napoleon Bildoon, un autre Saboteur Extraordinaire. Soudain, McKie attaque son supérieur hiérarchique et lui implante dans son corps une « sim Jicuzzi » : le Secrétaire d'État n'a pas su parer l'attaque de son Saboteur Extraordinaire. S'étant enfui, McKie a une discussion avec Panthor Bolin, un humain mutant de nature « pan-spechi ». Alors que la conversation va se terminer, Panthor Bolin fait arrêter McKie pour trahison, lui annonçant qu'il comparaîtra bientôt devant le Tribunal galactique. Dans la seconde partie de la nouvelle, Mc Kie comparaît devant le Grand Juge Edwin Dooley. Trois personnes comparaissent devant la cour : l'accusé Jorj Mc Kie, le témoin Panthor Bolin et la victime Clinton Watt. Très vite les débats ne vont pas directement concerner McKie et vont dévier vers les activités et le rôle du Bureau des sabotages, la nature pan-spechi de Panthor Bolin, la disparition de Napoleon Bildoon et les insuffisances professionnelles de Clinton Watt. Dans la page finale, il apparaît que Panthor Bolin va être nommé Secrétaire d'État aux sabotages et que McKie, relaxé des charges, va devenir son adjoint.
- Article connexe : 1964 en science-fiction.
- Liens externes :
  - Fiche sur iSFdb.
  - Fiche sur le site NooSFere.

## Le Syndrome de la Marie-Céleste
- Titre original : The Mary Celeste Move.
- Parution aux États-Unis : octobre 1964, Analog Science Fiction and Fact.

## Les Esclaves du Vert
- Titre original : Greenslaves.
- Parution aux États-Unis : mars 1965.
- Parutions en France :
  - in Frank Herbert - Nouvelles, tome 2 (1964-1979)  (ISBN 978-2-84344-982-6), éd. Le Bélial, collection Kvasar, 2021, pages 55 à 83.
- Résumé : Sur une Terre future, l'humanité a modifié en profondeur ses conditions de vie et l'existence même des animaux et des végétaux. L'action se situe en Amazonie au Brésil.  La nouvelle est divisée en deux parties. Dans la première partie, une colonie d'insectes a pris la forme d'un être humain. Son but : traverser la frontière de la Zone Verte et pénétrer en Zone Grise afin de s'implanter et de modifier l'activité humaine. La tentative est une réussite. Dans la seconde partie, on assiste à la découverte par Joao, le fils du gouverneur, de l'infiltration des colonies d'insectes dans la Zone Grise. Sa tentative pour lutter contre l’infiltration est un échec total : les humains sont submergés, et même le corps de son père est envahi par une colonie d'insectes. La fin est mi-figue mi-raisin : l'humanité a perdu la guerre, et le monde qui s'annonce sera forcément différent, et peut-être plus vivable à long terme.
- Article connexe : 1965 en science-fiction.
- Liens externes : 
  - Fiche sur iSFdb.
  - Fiche sur le site NooSFere.

## Le Comité du tout
- Titre original :  Committee of the Whole.
- Parution aux États-Unis : avril 1965, Galaxy.
- Parutions en France : 
  - recueil Champ mental, éd. Pocket, coll. « Pocket Science-fiction », 2e trimestre 1987, traduction de Claire Fargeot, couverture de Wojtek Siudmak  (ISBN 2-266-02024-2) ; réédité en 1990, 1996, 1998, 2006.
  - in Frank Herbert - Nouvelles, tome 2 (1964-1979)  (ISBN 978-2-84344-982-6), éd. Le Bélial, collection Kvasar, 2021, pages 85 à 101.
- Résumé : William R. Custer est convoqué devant une sous-commission du Sénat des États-Unis au sujet des terres données en pâturage aux éleveurs. Alors que tout le monde s'attend à ce que les débats soient âpres et tenaces, Custer, au lieu de plaider sa cause, se met à décrire, devant les caméras qui retransmettent en direct sa déposition, la fabrication d'un objet complexe. Puis il révèle qu'il s'agit d'un laser extrêmement puissant et que n'importe qui ayant quelques connaissances en physique peut en construire un identique. Il souhaite ainsi donner à chacun le moyen de se défendre dans la guerre généralisée qu'il sent venir, mais garde confiance : il est persuadé que la raison l'emportera et que le monde sera rendu meilleur, puisque même les faibles auront les mêmes armes que les forts.
- Article connexe : 1965 en science-fiction.
- Liens externes : 
  - Fiche sur iSFdb.
  - Fiche sur le site NooSFere.

## L'Effet MG
- Titre original : The GM Effect.
- Parution aux États-Unis : juin 1965, Analog Science Fiction and Fact.
- Parutions en France : 
  - in Le Livre d'or de la science-fiction : Frank Herbert, éd. Pocket, coll. « Pocket Science-fiction », no 5018, 1978 ; réédité ensuite par le même éditeur sous le titre Le Prophète des sables.
  - in Frank Herbert - Nouvelles, tome 2 (1964-1979)  (ISBN 978-2-84344-982-6), éd. Le Bélial, collection Kvasar, 2021, pages 103 à 114.
- Résumé : Des universitaires ont découvert l'effet de la mémoire génétique (« effet MG ») : par une drogue récemment découverte, il est possible de remonter dans l'esprit de ses ancêtres et de vivre leur vie l'espace de quelques heures ou de quelques jours. On peut même choisir la période durant laquelle cet ancêtre vécut. On peut aussi assister à des événements historiques qu'ils ont vécus (révoltes, batailles, discours d'hommes politiques, etc.). Les résultats sont révolutionnaires et permettent de découvrir la vérité sur des événements précis du passé. Le doyen Valeric Sabantoce a réuni une quinzaine de personnes, dont des professeurs et des étudiants de l'université, pour déterminer si l'on continue le projet de recherche ou si on l'arrête. Qui sait ce qu'on pourrait découvrir un jour ? On a déjà découvert un Lincoln raciste et une Tea Party n'ayant rien à voir avec la légende. On apprend à la fin de la nouvelle que l'armée avait été mise au courant de la découverte par le professeur Sabantoce. Tous les participants à la réunion sont tués par une violente explosion. Le professeur Sabantoce est lui-même assassiné. Les militaires récupèrent à leur profit l'invention et l'utiliseront pour leurs propres buts.
- Article connexe : 1965 en science-fiction.
- Liens externes : 
  - Fiche sur iSFdb.
  - Fiche sur le site NooSFere.

## Les Primitifs
- Titre original : The Primitives.
- Parution aux États-Unis : avril 1966, Galaxy Science Fiction.
- Parutions en France : 
  - in Revue Galaxie, seconde série, n°135-136, août-septembre 1975.
  - in Le Livre d'or de la science-fiction : Frank Herbert, éd. Pocket, coll. « Pocket Science-fiction », no 5018, 1978 ; réédité ensuite par le même éditeur sous le titre Le Prophète des sables.
  - in Frank Herbert - Nouvelles, tome 2 (1964-1979)  (ISBN 978-2-84344-982-6), éd. Le Bélial, collection Kvasar, 2021, pages 117 à 146.
- Résumé : La nouvelle est divisée en six sections. Conrad Rumel, appelé « Swimmer », est parvenu à saboter un navire soviétique et à y voler un précieux diamant martien. Swimmer contacte le gangster Jepson afin de retailler le diamant. Pour cela, Swimmer a fait appel à son oncle Amino Rumel qui a inventé une machine à voyager dans le temps et a fait venir du passé une femme cro-magnon, prénommée Ob, experte en taille de pierre. La nouvelle pose la question de savoir si c'est la femme qui est primitive, ou si ce sont les humains du XXe siècle qui se conduisent eux-mêmes en primitifs.
- Article connexe : 1966 en science-fiction.
- Liens externes : 
  - Fiche sur iSFdb.
  - Fiche sur le site NooSFere.

## Étranger au paradis
- Titre original : Escape Felicity.
- Parution aux États-Unis : juin 1966, Analog Science Fiction and Fact.
- Parutions en France : 
  - in Le Livre d'or de la science-fiction : Frank Herbert, éd. Pocket, coll. « Pocket Science-fiction », no 5018, 1978 ; réédité ensuite par le même éditeur sous le titre Le Prophète des sables.
  - in Frank Herbert - Nouvelles, tome 2 (1964-1979)  (ISBN 978-2-84344-982-6), éd. Le Bélial, collection Kvasar, 2021, pages 149 à 168.
- Résumé : Roger Deirut est un astronaute. Son activité consiste à tenter de découvrir de nouvelles planètes. Pour cette expédition, il a choisi d'explorer un immense nuage d'hydrogène que les précédents explorateurs n'ont pas pu explorer à fond. Peut-être plus endurant ou plus volontaire qu'eux, il transperce le nuage d'hydrogène et parvient à atterrir sur une planète qu'aucune carte spatiale n'a jamais recensée. Il fait la connaissance d'autochtones de la planète qui semblent peu menaçants et plutôt bêtes. Au fil des jours, son ordinateur déchiffre les bases de leur langue. Il se produit alors un fait auquel il ne s'attendait pas : ces extraterrestres ont développé une civilisation qui dure depuis 25 millions d'années. Et contrairement à ce qu'il croit, ils ne sont pas si stupides que ça, puisqu’ils lui font oublier tous ses souvenirs et le remettent dans sa fusée spatiale en direction de la Terre. Quand il revient sur Terre, ayant tout oublié, il n'a plus du tout envie d'explorer ce secteur de la galaxie et déconseille aux autres astronautes d'explorer le nuage d'hydrogène.
- Article connexe : 1966 en science-fiction.
- Liens externes : 
  - Fiche sur iSFdb.
  - Fiche sur le site NooSFere.

## Selon les règles
- Titre original :  By the Book.
- Parution aux États-Unis : août 1966, Analog Science Fiction and Fact.
- Parutions en France : 
  - in recueil Champ mental, éd. Pocket, coll. « Pocket Science-fiction », 2e trimestre 1987, traduction de Claire Fargeot, couverture de Wojtek Siudmak  (ISBN 2-266-02024-2) ; réédité en 1990, 1996, 1998, 2006.
  - in Frank Herbert - Nouvelles, tome 2 (1964-1979)  (ISBN 978-2-84344-982-6), éd. Le Bélial, collection Kvasar, 2021, pages 171 à 194.
- Résumé : Ivar Norris Gump (surnommé du sigle « Ing ») doit réparer le Tube, complexe et dangereux système de 12 km de long qui, depuis la Terre, propulse les vaisseaux de colonisation interstellaire. Après une longue période de réflexion et de tâtonnements, il découvre que ce rayon peut le téléporter sur les planètes-cibles.
- Remarque : Le titre de la nouvelle fait référence, de manière humoristique, aux manuels d'instructions qu'Ing collectionne. Ils lui servent à justifier ses actions, y compris quand elles sont dangereuses.
- Article connexe : 1966 en science-fiction.
- Liens externes : 
  - Fiche sur iSFdb.
  - Fiche sur le site NooSFere.

## Les Marrons du feu
- Titre original :  The Featherbedders.
- Parution aux États-Unis : août 1967.
- Parutions en France :
  - in Les Prêtres du psi, éd. Presses Pocket, 1985 (fiche sur iSFdb).
  - in Frank Herbert - Nouvelles, tome 2 (1964-1979)  (ISBN 978-2-84344-982-6), éd. Le Bélial, collection Kvasar, 2021, pages 197 à 224.
- Résumé :
- Article connexe : 1967 en science-fiction.
- Liens externes : 
  - Fiche sur iSFdb.
  - Fiche sur le site NooSFere.

## La Bombe mentale
- Titre original : The Mind Bomb.
- Parution aux États-Unis : octobre 1969.
- Parutions en France : 
  - in Le Livre d'or de la science-fiction : Frank Herbert, éd. Pocket, coll. « Pocket Science-fiction », no 5018, 1978 ; réédité ensuite par le même éditeur sous le titre Le Prophète des sables.
  - in Frank Herbert - Nouvelles, tome 2 (1964-1979)  (ISBN 978-2-84344-982-6), éd. Le Bélial, collection Kvasar, 2021, pages 227 à 247.
- Article connexe : 1969 en science-fiction.
- Résumé : La nouvelle évoque les activités de la Machine Suprême. Nul ne sait qui l'a créée ni pourquoi elle le fut. Nul de connaît ses buts finaux. Le lecteur suit les interrogations de Wheat.
- Remarque : la tonalité de cette nouvelle relève de la science-fiction New wave.
- Liens externes : 
  - Fiche sur iSFdb.
  - Fiche sur le site NooSFere.

## Semence
- Titre original : Seed Stock.
- Résumé : Un vaisseau spatial humain contenant des colons s'est écrasé sur la planète devant être colonisée. Mais l'endroit n'est pas si accueillant qu'on le croyait sur Terre. Les animaux meurent peu à peu, les plantes sont difficiles à cultiver, la nourriture est rare…

## Meurtre vital
- Titre original : Murder Will In.
- Parution aux États-Unis : mai 1970, The Magazine of Fantasy & Science Fiction.
- Parutions en France : 
  - in magazine Fiction, n°210, juin 1971, sous le titre Symbiose[3].
  - in recueil Champ mental, éd. Pocket, coll. « Pocket Science-fiction », 2e trimestre 1987, traduction de Claire Fargeot, couverture de Wojtek Siudmak  (ISBN 2-266-02024-2) ; réédité en 1990, 1996, 1998, 2006.
  - in Frank Herbert - Nouvelles, tome 2 (1964-1979)  (ISBN 978-2-84344-982-6), éd. Le Bélial, collection Kvasar, 2021, pages 265 à 295.
- Résumé : Une entité psychique composée de deux parties, moitié « Tegas » (rationnelle et positive) et moitié « Bacit » (sensitive et agressive) qui avait pris le contrôle de William Bailey, découvre la mort physique de son hôte. Elle doit se réincarner en catastrophe dans un nouveau corps. Le seul qui se présente est Joe Carmichael. Mais à peine le Tegas/Bacit a-t-il pris le contrôle de Carmichael qu'il se découvre pourchassé par la police politique qui traque, sur cette planète, les opposants au régime. Le commissaire politique Vicentelli a découvert l’existence de l'entité psychique et sait qu'elle a colonisé d'abord Bailey puis récemment Carmichael. Le corps de ce dernier est fait prisonnier et placé en détention dans un lieu clos. Le Tegas/Bacit, qui ne peut quitter son hôte humain qu'à la mort de ce dernier, reste donc en la possession de Vicentelli. Ce dernier se propose de torturer Carmichael le temps nécessaire pour que l'entité psychique passe aux aveux et révèle comment elle pourrait aider le régime politique. Un bras de fer s'engage entre Tegas/Bacit et Vicentelli…
- Article connexe : 1970 en science-fiction.
- Liens externes : 
  - Fiche sur iSFdb.
  - Fiche sur le site NooSFere.

## Passage pour piano
- Titre original : Passage for Piano.
- Parution aux États-Unis : 1973.
- Parutions en France : 
  - Le Livre d'or de la science-fiction : Frank Herbert, éd. Pocket, coll. « Pocket Science-fiction », no 5018, 1978 ; réédité ensuite par le même éditeur sous le titre Le Prophète des sables.
  - in Frank Herbert - Nouvelles, tome 2 (1964-1979)  (ISBN 978-2-84344-982-6), éd. Le Bélial, collection Kvasar, 2021, pages 297 à 318.
- Résumé :
- Article connexe : 1973 en science-fiction.
- Liens externes : 
  - Fiche sur iSFdb.
  - Fiche sur le site NooSFere.

## Martingale
- Titre original :  Gambling Device.
- Parution aux États-Unis : The Book of Frank Herbert, 1973.
- Parutions en France : 
  - recueil Champ mental, éd. Presses Pocket, coll. « Pocket Science-fiction », 2e trimestre 1987, traduction de Claire Fargeot, couverture de Wojtek Siudmak  (ISBN 2-266-02024-2) ; réédité en 1990, 1996, 1998, 2006.
  - in Frank Herbert - Nouvelles, tome 2 (1964-1979)  (ISBN 978-2-84344-982-6), éd. Le Bélial, collection Kvasar, 2021, pages 321 à 327.
- Résumé : Hal et Ruth viennent de se marier, ils sont en voyage de noces. S'étant trompés de chemin, ils arrivent à un hôtel étrange situé en plein désert. Ils y louent une chambre. On leur annonce que c'est un lieu où il est interdit de jouer et de parier. Peu de temps après ils découvrent qu'ils sont prisonniers du lieu et qu'ils risquent d'y rester longtemps. Tous ceux qui parient ou qui jouent, et tout ce qui sert à parier, est « effacé ». Comment faire pour échapper à cet endroit maléfique ? Hal suppose que l'hôtel est une maison de repos extraterrestre pour joueurs pathologiques. Hal a l'idée de parier sur l'existence de l'hôtel. Ce dernier, obéissant à son programme, est alors forcé de « s'auto-effacer ». Hal et Ruth se retrouvent, libres, en plein milieu du désert.
- Articles connexes : 
  - Martingale.
  - 1973 en science-fiction.
- Liens externes : 
  - Fiche sur iSFdb.
  - Fiche sur le site NooSFere.

## Rencontre dans un coin perdu
- Titre original :  Encounter in a Lonely Place.
- Parution aux États-Unis : 1973.
- Parutions en France :
  - in Frank Herbert - Nouvelles, tome 2 (1964-1979)  (ISBN 978-2-84344-982-6), éd. Le Bélial, collection Kvasar, 2021, pages 329 à 335.
- Résumé :
- Article connexe : 1973 en science-fiction.
- Liens externes : 
  - Fiche sur iSFdb.
  - Fiche sur Noosfère sur le site NooSFere.

## Mort d'une ville
- Titre original :  Death of a City.
- Parution aux États-Unis : 1974.
- Parutions en France :
  - in Frank Herbert - Nouvelles, tome 2 (1964-1979)  (ISBN 978-2-84344-982-6), éd. Le Bélial, collection Kvasar, 2021, pages 337 à 344.
- Résumé :
- Remarque : la tonalité de cette nouvelle relève de la science-fiction New wave.
- Article connexe : 1974 en science-fiction.
- Liens externes : 
  - Fiche sur iSFdb.
  - Fiche sur le site NooSFere.

## Allons à la fête
- Coécrit avec Francis Marion Busby.
- Titre original :  Come to the Party.
- Parution aux États-Unis : décembre 1978.
- Parutions en France :
  - in Frank Herbert - Nouvelles, tome 2 (1964-1979)  (ISBN 978-2-84344-982-6), éd. Le Bélial, collection Kvasar, 2021, pages 347 à 371.
- Résumé :
- Article connexe : 1978 en science-fiction.
- Liens externes : 
  - Fiche sur iSFdb.
  - Fiche sur Noosfère sur le site NooSFere.

## Chants d'une flûte sensible
- Titre original : Songs of a Sentient Flute.
- Parution aux États-Unis : février 1979, Analog Science Fiction and Fact.
- Parution en France : Frank Herbert - Nouvelles, tome 2 (1964-1979)  (ISBN 978-2-84344-982-6), éd. Le Bélial, collection Kvasar, 2021, pages 373 à 420.
- Résumé : Maintenant âgé de 18 ans, Nikki a fait un long voyage depuis la Terre à bord de la Nef spatiale. Sa destination : la planète Médée, où l'équipe d'exploration spatiale bute sur un problème. S'il n'y a pas d'animaux à proprement parler sur la planète, sa mer est constituée de larges zones de varech, et des sortes de « ballons » ou de « globes » se baladent dans l'atmosphère. Or ces entités émettent des sons harmonieux qui donnent à penser à un langage conscient. Et Nikki n'est pas un scientifique mais un artiste, en fait c'est un poète. On espère que ses dons en matière d'art et de perception permettront de donner une amorce de solution. Arrivé sur la planète, Nikki est présenté à Mélèze (dite « Mèl »), une jeune scientifique qui le présente à un autre scientifique de renom : Tom Racine. Une première expédition d'exploration est menée sous la direction de Tom Racine. Le petit vaisseau est attaqué par des ballons/globes. Nikki a l'impression que Tom et Mèl lui cachent quelque chose d'important. Plus tard, de retour sur la base, Nikki et Mèl se découvrent une attirance réciproque. Plus tard, un second vol d'exploration est organisé. Nikki, qui a découvert ce que lui cachaient Tom Racine et Mèl, écarte Tom de la direction de l'exploration et prend le commandement. Il révèle à ses deux coéquipiers ce qu'il a découvert : l'espèce pensante sur la planète Médée n'est autre que le varech qui tapisse le fond de ses mers, tandis que les ballons/globes ne sont que ses organes de communication et de perception lui permettant d'aller au contact de ce qui se trouve sur le sol et dans l'air. Nikki sait qu'il va décrypter le langage du varech intelligent : les sons émis par les ballons/globes n'ont plus de secrets pour lui. Dans la dernière page du récit, Nikki et Mèl font l'amour devant les ballons/globes.
- Article connexe : 1979 en science-fiction.
- Liens externes : 
  - Fiche sur iSFdb.
  - Fiche sur le site NooSFere.

## Le Ferosslk fortuit
- Titre original :  The Daddy Box.
- Parution aux États-Unis : 2014, éd. Thor (posthume).
- Parutions en France : Frank Herbert - Nouvelles, tome 2 (1964-1979)  (ISBN 978-2-84344-982-6), éd. Le Bélial, collection Kvasar, 2021, pages 431 à 439.
- Résumé :
- Article connexe : 2014 en science-fiction.
- Liens externes : 
  - Fiche sur iSFdb.
  - Fiche sur le site NooSFere.